# Acidente do Eurocopter EC155 prefixo PP-LLS em 2015
Um acidente aéreo ocorreu em 2 de abril de 2015, na cidade brasileira de Carapicuiba. O evento envolveu um helicóptero, que caiu sobre uma casa, matando os quatro passageiros e o piloto. Entre os ocupantes do helicóptero estava Thomaz Alckmin, filho do governador de São Paulo, Geraldo Alckmin.
As vítimas mortas do acidente foram Thomaz Alckmin, de 31 anos, o piloto Carlos Haroldo Isquerdo Gonçalves, de 53 anos, e os mecânicos Paulo Henrique Moraes, de 42 anos, Erick Martinho, de 36 anos, e Leandro Souza, de 34 anos.
Em 31 de março de 2023, o perito do Instituto de Criminalística (IC), Hélio Rodrigues Ramaciotti, foi condenado 3 anos de prisão pela Justiça de São Paulo por falsa perícia e outras irregularidades no trabalho de elaboração do laudo sobre a queda de helicóptero.